# Liinajamari
Liinajamari (en ruso: Лиинахамари; en finés: Liinahamari; en sueco: Linhammar) es un puerto libre de hielo y posiólok del raión de Péchenga en el óblast de Múrmansk, en Rusia. El puerto perteneció a Finlandia desde 1920 hasta 1944 cuando fue entregado a la Unión Soviética en virtud del Armisticio de Moscú que puso fin a la guerra de Continuación.

## Historia

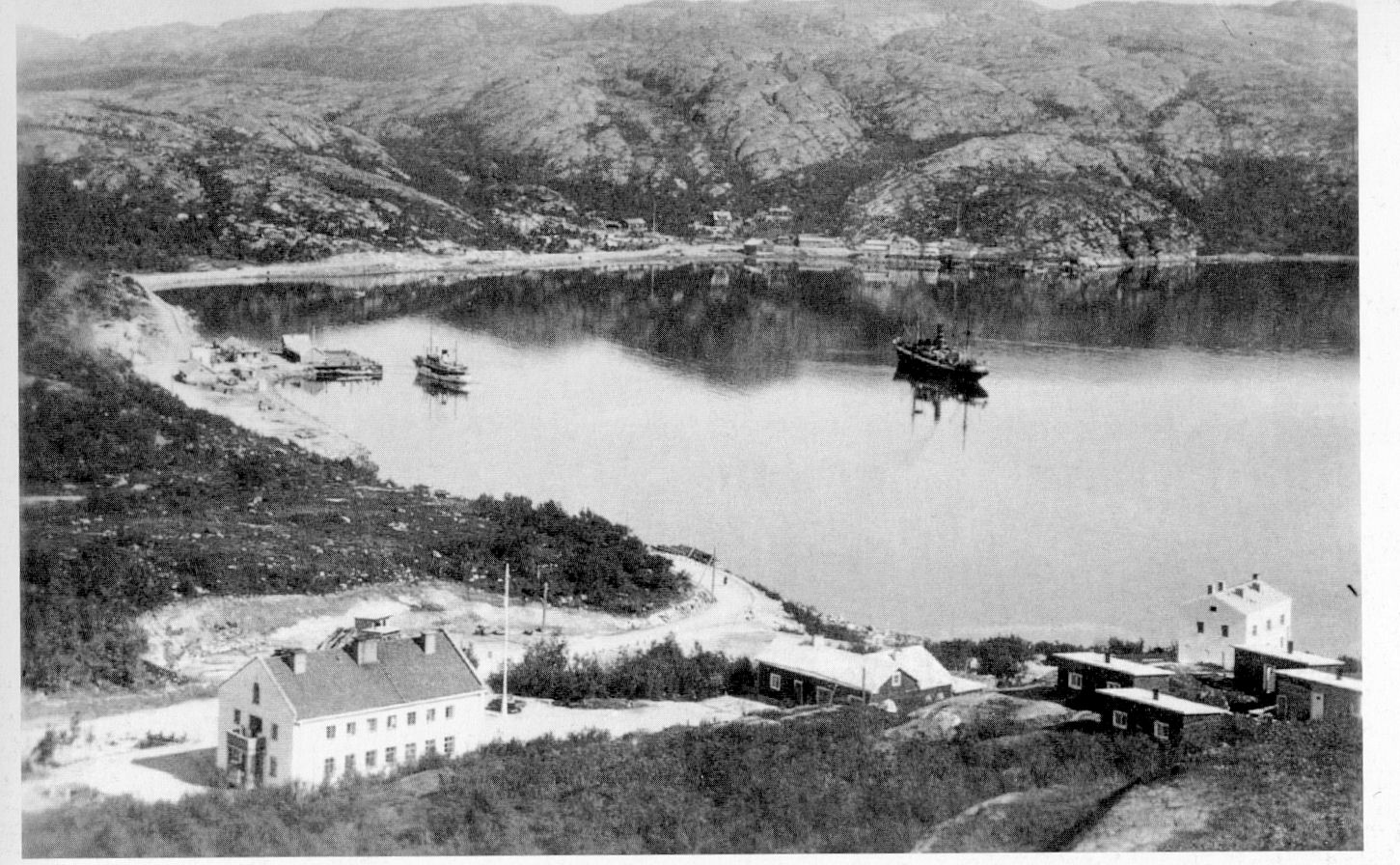
Puerto de Linakhamari en Petsamo (Finlandia) durante la década de 1930.

Liinajamari fue entregado a Finlandia después del tratado de Tartu de 1920. Liinakhamari era el único puerto oceánico de Finlandia. La llamada Autopista del Océano Ártico, fue construida en 1931 y conectaba la ciudad de Rovaniemi con Liinajamari. El puerto albergaba un peaje, una fábrica de pescado y un hotel. El puerto se amplió a finales de la década de 1930.
Durante la Guerra de Invierno, la Unión Soviética conquistó Liinajamari, pero fue devuelta a Finlandia en virtud del Tratado de Paz de Moscú. Durante 1940-1941, el período de paz entre la Guerra de Invierno y la Guerra de Continuación, fue la única ruta de Finlandia y Suecia más allá de las áreas de influencia alemanas y soviéticas. Diez mil obreros trabajaron a lo largo de carretera del Océano Ártico ayudando a miles de camiones a transportar carga desde la estación de tren más al norte de Rovaniemi hasta el puerto de Liinajamari. El viaje era de casi 1100 kilómetros a lo largo de una estrecha carretera de grava, en medio de la taiga ártica escasamente habitada.

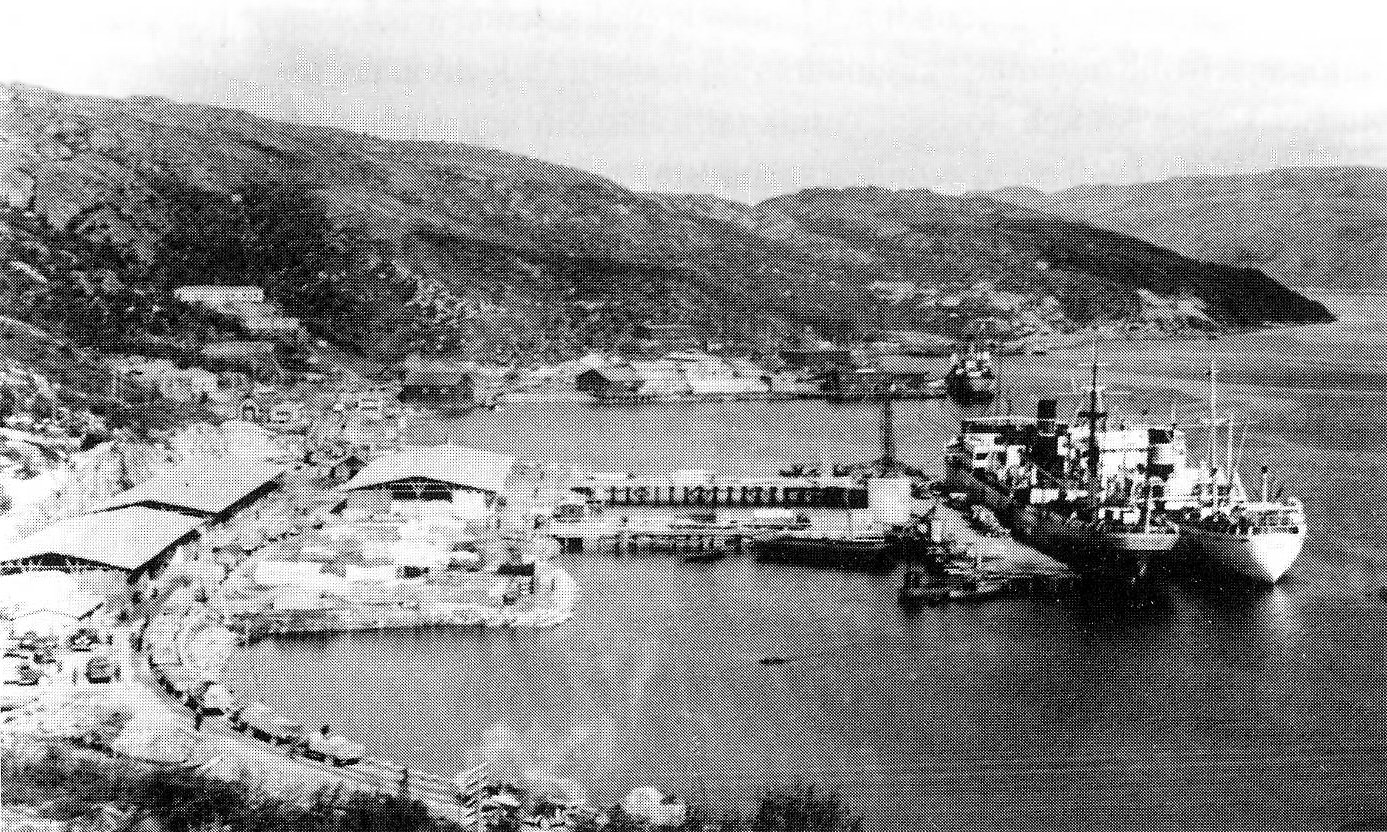
Puerto finlandés de Liinahamari en 1940.

Durante la Guerra de Continuación (1941-1944), fue ocupada y administrada por fuerzas alemanas. El puerto fue atacado por aviones bombarderos Fairey Albacore y Fairey Swordfish de la Royal Air Force el 30 de julio de 1941. Los cazas Fairey Fulmar se encargaban de dar cobertura a los bombarderos (Incursión en Kirkenes y Petsamo). El Reino Unido anunció la declaración de guerra entre el Reino Unido y Finlandia medio año después.
Los civiles finlandeses fueron evacuados cuando estalló la guerra de Laponia entre Alemania y Finlandia en el otoño de 1944. El puerto fue capturado a los alemanes por unidades del 14.º Ejército soviético al mando del teniente general Vladimir Shcherbakov, en el curso de la operación Petsamo-Kirkenes el 12 de octubre de 1944. Liinajamari fue entregado a la Unión Soviética según los acuerdos del armisticio de Moscú de 1944.
Liinajamari es actualmente un puerto militar. Durante la Guerra Fría, el puerto fue una base de submarinos y en la actualidad alberga buques de patrulla fronteriza.